# Three Comrades
Three Comrades is een film uit 1938 onder regie van Frank Borzage. De film is gebaseerd op het boek Drei Kameraden van Erich Maria Remarque en werd tot een scenario gevormd door F. Scott Fitzgerald. In Nederland werd het destijds uitgebracht onder de titel Drie kameraden.
Margaret Sullavan werd genomineerd voor een Academy Award voor Beste Actrice. Ze verloor de Oscar echter van Bette Davis voor haar rol in Jezebel (1938).

## Plot

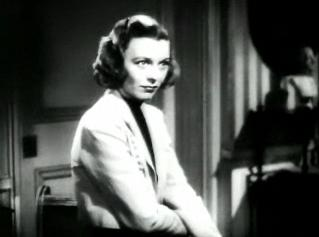
Patricia 'Pat' Hollmann

Erich Lohkamp, Otto Koster en Gottfried Lenz zijn drie Duitse soldaten wier leven gevolgd wordt na de Eerste Wereldoorlog. Ze verkeren zich in extreme armoede en openen een garage om rond te komen. Erich is de jongste van de groep en is tegenstelling tot zijn vrienden niet cynisch. Wanneer hij op een dag jarig is, nemen Otto en Gottfried hem mee op een uitje naar een herberg. Daar ontmoeten ze Patricia Hollmann, een jonge aristocrate die al haar geld heeft verloren.
Pat voelt zich al gauw aangetrokken tot de onschuldige Erich. Otto en Gottfried moedigen een relatie aan, maar Erich denkt dat hun verschillende achtergronden een probleem kan zijn. Desondanks besluit hij met haar naar de opera te gaan, waar Pat de welvarende Franz Breuer ontmoet. Hij voelt zich tot haar aangetrokken en nodigt haar uit mee te gaan naar een nachtclub. Erich voelt zich vernederd en keert terug naar zijn appartement. Nog dezelfde avond realiseren Erich en Pat dat ze van elkaar houden en herenigen met elkaar.
De armoede weerhoudt hun relatie er echter van dat ze een sterke band krijgen. Otto en Gottfried proberen het koppel ervan te overtuigen met elkaar te trouwen. Pat geeft aan Otto toe dat ze lijdt aan een ernstige ziekte in haar longen en is om die reden bang van iemand te houden. Desondanks weet hij haar te overtuigen met Erich te trouwen. Op hun huwelijksnacht in de zomer stort Pat echter in. Erich wordt al snel geïnformeerd van haar omstandigheden en krijgt te horen dat ze nog voor oktober naar een sanatorium gebracht zal moeten worden.
Gottfried raakt gedurende zomer geïnteresseerd door de politieke ideeën van dr. Heinrich Becker. Vlak voordat Pat naar het sanatorium moet worden gebracht, wordt hij neergeschoten door criminelen. Erich en Otto zijn vastberaden de dader te vinden. Rond kerstmis treft Otto de moordenaar aan en schiet hem uit zelfverdediging dood. Nog op diezelfde avond krijgt Erich te horen dat Pat een operatie zal moeten ondergaan. Ze moeten echter veel opofferen om dit te kunnen betalen. Pat voelt zich schuldig als ze hierachter komt.
Aan het einde van de film komt Pat ondanks de operatie te overlijden. Na haar begrafenis besluiten Erich en Otto te verhuizen naar Zuid-Amerika. Als ze de begraafplaats verlaten, kan de kijker de geesten van Pat en Gottfried naast hen zien lopen.

## Rolverdeling
| Acteur            | Personage               |
| ----------------- | ----------------------- |
| Robert Taylor     | Erich Lohkamp           |
| Margaret Sullavan | Patricia 'Pat' Hollmann |
| Franchot Tone     | Otto Koster             |
| Robert Young      | Gottfried Lenz          |
| Guy Kibbee        | Alfons                  |
| Lionel Atwill     | Franz Breuer            |
| Henry Hull        | Dr. Heinrich Becker     |
| Charley Grapewin  | Lokale dokter           |
| Monty Woolley     | Dr. Jaffe               |